# Małgorzata Pyziak-Szafnicka
Małgorzata Elżbieta Pyziak-Szafnicka (ur. 23 czerwca 1955 w Łodzi) – polska prawniczka, profesor nauk prawnych, nauczyciel akademicki, sędzia Trybunału Konstytucyjnego w stanie spoczynku.

## Życiorys
W 1978 ukończyła studia na Wydziale Prawa i Administracji Uniwersytetu Łódzkiego. Dwa lata później po odbyciu aplikacji zdała egzamin sędziowski. Kształciła się również w Strasburgu w zakresie prawa porównawczego. W 1987 uzyskała stopień naukowy doktora (na podstawie pracy Ochrona wierzyciela w razie niewypłacalności dłużnika), habilitowała się w 1995 w oparciu o rozprawę Uznanie długu. W 2003 otrzymała tytuł profesora nauk prawnych.
Od ukończenia studiów zawodowo związana z Uniwersytetem Łódzkim, początkowo jako asystent w Katedrze Prawa Cywilnego. W 2006 objęła stanowisko profesora zwyczajnego. W 1997 została kierownikiem Zakładu Prawa Cywilnego, w 2003 założyła szkołę prawa francuskiego. Dwukrotnie pełniła funkcję prodziekana macierzystego wydziału, wybrano ją później na dziekana Wydziału Prawa i Administracji UŁ. Jest autorką kilkudziesięciu publikacji z zakresu prawa cywilnego, w szczególności prawa zobowiązań. W 2006 została powołana w skład Komisji Kodyfikacyjnej Prawa Cywilnego przy Ministerstwie Sprawiedliwości.
W 2010 została przez posłów Platformy Obywatelskiej zgłoszona jako kandydat na sędziego Trybunału Konstytucyjnego. Sejm wybrał ją na ten urząd 5 stycznia 2011. Za jej kandydaturą głosowało 253 posłów. Po zakończeniu 5 stycznia 2020 dziewięcioletniej kadencji przeszła w stan spoczynku.
W 2010 otrzymała doktorat honoris causa Uniwersytetu w Tours. W 2015 została odznaczona Krzyżem Kawalerskim Orderu Narodowego Legii Honorowej.